# I Am the Dance Commander + I Command You to Dance: The Remix Album
I Am the Dance Commander + I Command You to Dance: The Remix Album är ett remixalbum av den amerikanska sångerskan Kesha. Albumet släpptes den 18 mars 2011 och innehåller nio remixer och den nya låten "Fuck Him He's a DJ".

## Bakgrund
I Am the Dance Commander + I Command You to Dance: The Remix Album är Keshas första remixalbum. Den 23 februari 2011 avslöjades titeln, låtlistan och omslaget. Albumets låtlista består av remixade låtar från Keshas första album, Animal, och hennes första EP-skiva, Cannibal. På albumet finns även gästframträdanden av André 3000 och 3OH!3.

## Låtlista
Låtlista i enlighet med MTV News.
| Nr  | Titel                                                   | Kompositör                                                                          | Remixer          | Längd |
| --- | ------------------------------------------------------- | ----------------------------------------------------------------------------------- | ---------------- | ----- |
| 1.  | Blow (Cirkut Remix)                                     | Kesha Sebert, Lukasz Gottwald, Benjamin Levin, Klas Åhlund, Max Martin, Allan Grigg | Dream Machine    | 4:08  |
| 2.  | The Sleazy Remix (med André 3000)                       | K. Sebert, Gottwald, Levin, Shondrae Crawford, Åhlund                               |                  | 3:48  |
| 3.  | Tik Tok (Untold Remix)                                  | K. Sebert, Gottwald, Levin                                                          | Untold           | 5:00  |
| 4.  | Fuck Him He's a DJ                                      | K. Sebert, Tom Neville, Olivia Nervo, Miriam Nervo                                  | Tom Neville      | 3:55  |
| 5.  | Animal (Switch Remix)                                   | K. Sebert, Gottwald, Greg Kurstin, Pebe Sebert                                      | Switch, Sticky K | 3:00  |
| 6.  | Your Love Is My Drug (Dave Audé Club Remix)             | K. Sebert, P. Sebert, Joshua Coleman                                                | Dave Audé        | 7:28  |
| 7.  | We R Who We R (Fred Falke Club Remix)                   | K. Sebert, Gottwald, Levin, Coleman, Jacob Kasher Hindlin                           | Fred Falke       | 6:59  |
| 8.  | Take It Off (Billboard Remix)                           | K. Sebert, Gottwald, Claude Kelly                                                   | Billboard        | 3:38  |
| 9.  | Tik Tok (Chuck Buckett's Veruca Salt Remix)             | K. Sebert, Gottwald, Levin                                                          | Chuck Buckett    | 4:54  |
| 10. | Blah Blah Blah (med 3OH!3) (DJ Skeet Skeet Radio Remix) | K. Sebert, Levin, Neon Hitch, Sean Foreman                                          | DJ Skeet Skeet   | 4:07  |

## Topplistor
| Topplista (2011)                      | Högsta position |
| ------------------------------------- | --------------- |
| Australiska albumlistan               | 46              |
| Kanadensiska albumlistan              | 37              |
| USA Billboard 200                     | 36              |
| USA Billboard Dance/Electronic Albums | 1               |

## Utgivningshistorik
| Land        | Datum        | Format                  | Skivbolag  |
| ----------- | ------------ | ----------------------- | ---------- |
| Australien  | 18 mars 2011 | Digital nedladdning     | Sony Music |
| Irland      | 18 mars 2011 | Digital nedladdning     | Sony Music |
| Sverige     | 18 mars 2011 | CD, digital nedladdning | Sony Music |
| Tyskland    | 18 mars 2011 | Digital nedladdning     | Sony Music |
| Nya Zeeland | 21 mars 2011 | Digital nedladdning     | Sony Music |
| Kanada      | 22 mars 2011 | CD, digital nedladdning | Sony Music |
| USA         | 22 mars 2011 | CD, digital nedladdning | RCA        |